# Steven Eisman
Steven Eisman (* 8. Juli 1962) ist ein US-amerikanischer Geschäftsmann und Investor, der dafür bekannt ist, dass er Collateralized Debt Obligations geshortet hat und so vom Zusammenbruch der US-Immobilienblase in den Jahren 2007 bis 2008 profitierte.

## Leben
Eisman wuchs in New York City auf, wo er Jeschiwa-Schulen besuchte. Er besuchte die University of Pennsylvania, die er 1984 mit magna cum laude abschloss. Anschließend absolvierte er die Harvard Law School mit Auszeichnung. Seine Eltern arbeiteten im Finanzwesen; sie waren Makler bei Oppenheimer. Eisman war mit seiner Arbeit als Jurist unzufrieden. Seine Eltern vermittelten ihm eine Stelle bei Oppenheimer als Aktienanalyst. Aufgrund der Anti-Nepotismus-Regeln von Oppenheimer mussten seine Eltern das erste Jahr seines Gehalts bezahlen.

## FrontPoint Partners
Eisman wurde berühmt, als er bei FrontPoint Partners LLC, einer Einheit von Morgan Stanley, mit Sitz in Greenwich, Connecticut, gegen gesicherte Schuldverschreibungen wettete. Bis 2010 verwaltete er für FrontPoint mehr als 1 Milliarde US-Dollar. Er verließ FrontPoint Partners im Jahr 2011, als sich die Anleger nach einer Untersuchung des illegalen Insiderhandels von Portfoliomanager Chip Skowron zurückzogen.

## Emrys Partners
Im März 2012 gründete Eisman Emrys Partners mit 23 Millionen Dollar Startkapital. Der Fonds schnitt 2012 mit einer Rendite von 3,6 % schlecht ab und blieb hinter dem Markt zurück. 2013 schnitt er mit einer Rendite von 10,8 % besser ab, blieb aber immer noch hinter dem Markt zurück. Im Juli 2014 gab er bekannt, dass er den Fonds schließt, und begründete seine Entscheidung damit, dass „Anlageentscheidungen ausschließlich auf der Grundlage der Fundamentaldaten einzelner Unternehmen zu treffen, keine brauchbare Anlagephilosophie mehr ist.“ Der Fonds verfügte zum Zeitpunkt seiner Auflösung über ein geschätztes Vermögen von 185 Millionen US-Dollar. Emrys Partners stellte Mitte 2014 seine Tätigkeit ein.

## Neuberger Berman
Im September 2014 wechselte Eisman zu Neuberger Berman als Managing Director und Portfoliomanager für die Eisman Group innerhalb der Abteilung Private Asset Management von Neuberger Berman. Die Gruppe, die von Partnern, darunter Steves Eltern Elliott und Lillian Eisman, geleitet wird, verwaltet Aktienportfolios für wohlhabende Kunden.